# Biblioteca comunale Forteguerriana
La Biblioteca comunale Forteguerriana è una biblioteca pubblica del comune di Pistoia, in Toscana.

## Storia
La fondazione della biblioteca risale al 1473, quando a seguito di una donazione di Niccolò Forteguerri, imparentato con il papa umanista Pio II Piccolomini, venne istituita la Pia casa di Sapienza. Il nucleo originario della biblioteca viene fatto risalire al lascito di Zomino di ser Bonifazio (1378-1458), detto Sozomeno, canonico del capitolo del duomo di Pistoia, che nel 1423 donò all'ente comunale la propria raccolta bibliografica affinché venisse destinata a uso pubblico; non è tuttavia documentato come questo fondo sia confluito nella Forteguerriana.
Inizialmente ospitata in un fabbricato di pertinenza dello spedale di San Bartolomeo in Alpi, la Pia casa di Sapienza trovò definitiva sede nel palazzo progettato nel 1530 dall'architetto Nanni Unghero.
Nel 1696 il granduca Ferdinando II de' Medici dispose l'apertura al pubblico delle raccolte librarie dell'istituto. In seguito alla soppressione dell'ente nel 1777, la biblioteca finì accorpata al collegio, denominato liceo Forteguerri dal 1814, seguendone le sorti fino al 1921, quando venne chiusa per le pessime condizioni delle raccolte. Riaperta per volontà del bibliotecario e preside Quinto Santoli, che ne fu direttore fino al 1959, la biblioteca venne gestita dal 1930 al 1967 da un consorzio che comprendeva comune, provincia e cassa di risparmio, per poi passare direttamente alle pertinenze dell'amministrazione comunale.

## Patrimonio librario
Il patrimonio della Forteguerriana è costituito da circa 300 000 libri ed opuscoli (di cui oltre 250 periodici correnti, oltre 1 000 manoscritti, 126 incunaboli, circa 3 000 cinquecentine, 2 000 stampe e circa 13 000 libri per ragazzi). Tra i fondi acquisiti alla biblioteca spiccano quello di Policarpo Petrocchi, quello di Ferdinando Martini, Niccolò Puccini, Domenico Mazzoni, Sebastiano Ciampi e Ferdinando Martini, di gran lunga il più importante, nel cui apporto figurava quasi tutta la produzione teatrale italiana e francese nelle migliori edizioni, oltre che manoscritti orientali di pregio. Per merito del podestà Arturo Ganucci Cancellieri, la biblioteca ricevette un'ampia sala di lettura e pochi anni dopo, nel 1930 iniziò a disporre di una dotazione annua e un personale stabile grazie ai quali poté soddisfare in maniera sempre più adeguata le esigenze degli studiosi, anche grazie a varie spontanee donazioni di privati cittadini come quella del dottor Alberto Chiappelli, che molto arricchì la biblioteca con la cessione di opere a stampa e manoscritte.
La biblioteca Forteguerriana ha la funzione di deposito legale per libri, opuscoli e stampe per la provincia di Pistoia.